# NGC 2056
NGC 2056 est un amas ouvert situé dans la constellation de la Table. Cet amas est situé dans le Grand Nuage de Magellan. Il a été découvert par l'astronome britannique John Herschel en 1834.

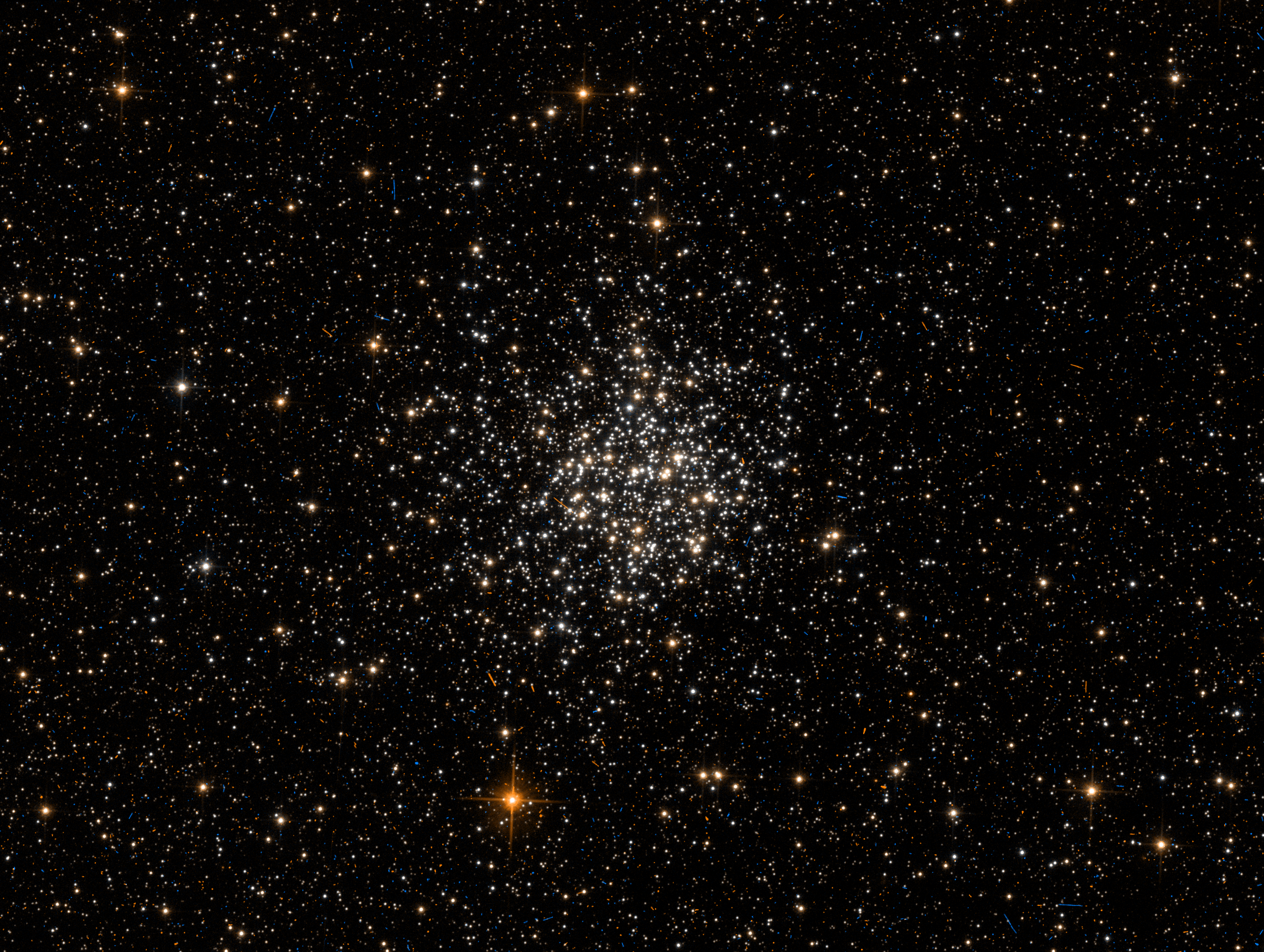
NGC 2056 par le télescope spatial Hubble.